# Yèvre-la-Ville
Yèvre-la-Ville is een gemeente in het Franse departement Loiret (regio Centre-Val de Loire) en telt 703 inwoners (1999). De plaats maakt deel uit van het arrondissement Pithiviers. De gemeente is geassocieerd aan het dorp Yèvre-le-Châtel.

## Geografie
De oppervlakte van Yèvre-la-Ville bedraagt 26,8 km², de bevolkingsdichtheid is 26,2 inwoners per km².
De onderstaande kaart toont de ligging van Yèvre-la-Ville met de belangrijkste infrastructuur en aangrenzende gemeenten.

## Demografie
Onderstaande figuur toont het verloop van het inwonertal (bron: INSEE-tellingen).